# Ź
O Ź (minúscula: ź) é uma letra (Z latino, adicionado de um acento agudo) utilizada nos alfabetos polaco e bielorrusso latino.